# ولا عزاء للسيدات (فلم)
ولا عزاء للسيدات فيلم مصري تم إنتاجه عام 1979، من إخراج هنري بركات وبطولة فاتن حمامة وعزت العلايلي وجميل راتب.

## تمثيل
- فاتن حمامة
- عزت العلايلي
- جميل راتب
- إنجى سليم
- حسين الشربيني
- ناهد جبر
- إبراهيم نصر
- أحمد خميس
- ليلى فهمي
- عزيزة راشد
- عبد الوارث عسر
- نعيمة وصفي
- كوثر شفيق

يحكي الفيلم قصة راوية سليم التي تلعبها الفنانة القديرة المتميزة فاتن حمامة. راوية ام لابنة تدعى دينا مطلقة منذ 3 سنوات تعمل في ارشيف إحدى الصحف المصرية التي يتراسها السيد طارق الذي يقوم بدوره الفنان جميل راتب. لراوية صديقة تدعى امل التي تقوم بدعوتها لاحدى حفلاتها حيث تتعرف ولاول مرة على السيد طارق. لبضع لحظات يتبادل الطرفان النظرات ثم يغادر تاركا راوية في حالة من السعادة إلا أن تاتي امراة (ميمي جمال) لتخبرها عن نزوات هذا الرجل المتكررة وعن زوجته التي خانته. منذ ذلك اليوم ومشاعر الحب والاشتياق تسكن في راوية حتى ياتي القدر ليجمعهم مرة أخرى امام مدخل الجريدة. يتصافحون ويتبادلون بضع كلمات. تمر الايام وياتي الشتاء حاملا معه املا ببداية حياة جديدة لراوية. في أول يوم شتاء تقرر راوية بان تمشي تحت المطر وإذا بطارق بسيارته يراها ويعرض عليها ان يقلها لمنزلها لكن في الطريق راوية تسرح بتلك اللحظات الحالمة فلا تعترض على مسيرة العربة الساءرة نحو منزل طارق. يصعد الاثنان إلى منزله، تجلس على إحدى اريكاته البيض بينما هو يهتم بتجفيف ملابسها وشعرها بيداه. تبعا لاخلاقها الرفيعة وخوفها من أن تكون كلمات تلك المراة عن نزواته صحيحة تقرر بان تغادر بينما هو يحضر لها كاس شاي، تترك ورائها حقيبتها التي تخبئ صورته. في اليوم التالي يطلب مقابلتها لاعطائها ما نسيت ولشدة خوفها تعتقد بانه قد فتح الحقيبة وراى صورته بداخلها فتبدا تتمتم باعترافات تظهر كالغاز لديه وتغادر مسرعة كعادتها. من هنا تبدا مشاعر الحب تظهر على تصرفات طارق ومع مرور الايام يتضح له بانها ليست ككل النساء الذين عرفهن من قبل.
ممدوح طلقيها ينفصل عن زوجته التي تصغره أكثر من عشرين سنة ويقرر الرجوع لراوية التي ترفضه بشدة مبررة بانهم لن يعيو سعداء مع بعض لانها لم تحبه ابدا ولن تستطيع الآن. تتوالة الضربات على رأسه فيفصل عقد شراكته في مكتب الهندسة ويثور كالثور الهائج فتتضارب لديه الصور والحقائق ويخلق في رأسه صورة كاذبة مشوهة لزوجته فيهجم عليها بينما تكون خارجة من الجريدة ويطلق عليها الرصاص فتسقط راوية مصابة بكتفها الايسر. أحد المصوريين يلتقط لها صورة وبعد سؤال الزوج الهائج عن سبب فعلته تطبع مقالة كبيرة في الصحيفة مرفقة بصورة راويه تتحدث عن علاقاتها المشبوهة وخيانتها المتكررة لزوجها.
يصل الخبر لطارق الذي لا يكذبه بل يصدقه عكس صديقه الذي يحاول افهامه بان هناك لبس في الموضوع ولا يمكن أن تكون هذه هي الحقيقة. تمر الايام وتظهر براءة راوية تبعا لاثبات جنون زوجها لكن طارق الذي خاف بان كلام الناس يبتعد عنها كما هي ابتعدت عن الناس غير كارثة لاقوالهم.
يناقش الفيلم وضع المراة المطلقة، العاملة والمتزوجة وصورتها امام الناس وامام زوجها. ناقدا النظرة الرجعية للباس المراة الذي للكثير من الناس يعد حكما لاخلاقها وسلوكها. وكيف المجتمع يقدس الاشاعات متجاهلا الحقائق من دون فائدة تعود إليه.

## روابط خارجية
- ولا عزاء للسيدات على موقع IMDb (الإنجليزية)
- ولا عزاء للسيدات على موقع الدهليز
- ولا عزاء للسيدات على موقع قاعدة بيانات الأفلام العربية
- ولا عزاء للسيدات على موقع كينوبويسك (الروسية)